# P-PLANT CD Vol.1
P-PLANT CD Vol.1（ピープラント シィーディー ボリュームワン）とは日本の音楽グループであるP-MODELのコンピレーション・アルバム。

## 概要
P-MODELが開設したウェブサイト『P-PLANT』で配信された『VIRTUAL LIVE-1』『VIRTUAL LIVE-2』『VIRTUAL LIVE-3』のサンプルなどのmp3音源をCD化したものである。殆どの楽曲は権利関係をクリアするために初期の楽曲の歌詞やメロディを改変したものであり、完全な新曲は無い。
ケイオスユニオン内のWIRELESSレーベルから「CD盤（盤面印刷有）＋ケース」のみのバルクCDとして販売され、ジャケット・歌詞カードが必要な場合はWIRELESSレーベルからライセンス許諾を得た第三者（＝リスナー）が作成した公認パッケージを別途購入することで補えた。初めてケイオスユニオンが発売したCDでもある。
2000年12月にP-MODELは培養宣言（活動休止）をしている為、P-MODEL最後のアルバムである。
2002年に発売されたボックスセット『太陽系亞種音』には「Astro-Ho(narration Ver.)」のみが収録されている。

## 収録曲
1. Be a Jews Kantian
「美術館であった人だろ」のアレンジ。
2. Angela
「ヘルス・エンジェル」のアレンジ。
3. Me Line What?
「アート・ブラインド」のアレンジ。
4. Town-K
「KAMEARI POP」のアレンジ。
5. 論理空軍(sample)
「論理空軍」のデモ。アルバム「音楽産業廃棄物〜P-MODEL OR DIE」収録の物とは歌詞が異なる。
6. Thai Live
タイ国王作曲「Falling Rain」のアレンジ。
7. Dai
「ダイジョブ」のアレンジ。
1999年に行われたライブ『音楽産業廃棄物 取扱技能者総決起集会』で披露され、同公演を収録した映像作品「音楽産業廃棄物～P-MODEL OR DIE」にも収録されている。
8. Printed Blue
「ブループリント」のアレンジ。
9. Astro-Ho
「ジャングルベッドⅠ」のアレンジ。
10. Astro-4D
「PerspectiveⅡ」のアレンジ。
11. Astro-Ho(narration Ver.)
Astro-Hoに平沢のナレーションが付いたバージョン。
後に平沢ソロでセルフカバー・新規ナレーションを書きおろされ、第3期亜種音TV Vol.14で「Astro-Ho-06」として公開された。
その後、「Astro-Ho」の続編として平沢ソロアルバム「点呼する惑星」には「Astro-Ho! 帰還」が、「現象の花の秘密」には「Astro-Ho! Phase-7」が収録されている。

## 参加ミュージシャン
- 平沢進 - ボーカル、ギター